# الحراك الشعبي في العراق
[انحياز]
الحراك الشعبي : هو ثورة قام بها أهل السنة والجماعة في ستة من محافظات العراق، والتي تشكل حوالي ثلثي العراق مساحة وقد انتفضت هذه المحافظات  جراء حملات الاعتقالات والتهميش والقتل والإعدامات التي تطال أهل السنة على حد زعمهم، وقد بدأت نواة هذا الحراك في مدينة سامراء منذ عام 2011 واستمرت في المدينة ذاتها إلى أن انطلقت شرارة الثورة إلى مدينة الرمادي في نهاية العام 2012 إثر محاولة اعتقال وزير المالية الدكتور رافع العيساوي المنحدر من قبيلة آل بوعيسى؛ أحد مكونات محافظة الأنبار، لتنتقل بعدها الثورة إلى باقي المحافظات السنية ومن ضمنها العاصمة بغداد، حيث كان الاعتصام هو الشكل الغالب على فعاليات الحراك لمدة عام كامل، على الرغم من محاولات فض المعتصمين التي قامت بها القوات الحكومية، وأشهرها مجزرة الحويجة ومجزرة جامع سارية.
وفي نهاية العام 2013 اعتقلتْ القوات الحكوميّة النائب أحمد العلواني وقتل شقيقه، تلا ذلك اقتحام لاعتصام الرمادي المسمى بـ ساحة العزة والكرامة، مما استشاط غضب القبائل العربية السنية في الأنبار، فأعلنوا حينها انتهاء الحراك السلمي وبدء الحراك المسلح ، مما ادى الى إنهاء وجود القوات الحكومية من المحافظة، وبالفعل تم إخراج القوات الحكومية من الفلوجة والرمادي وضواحيهما.

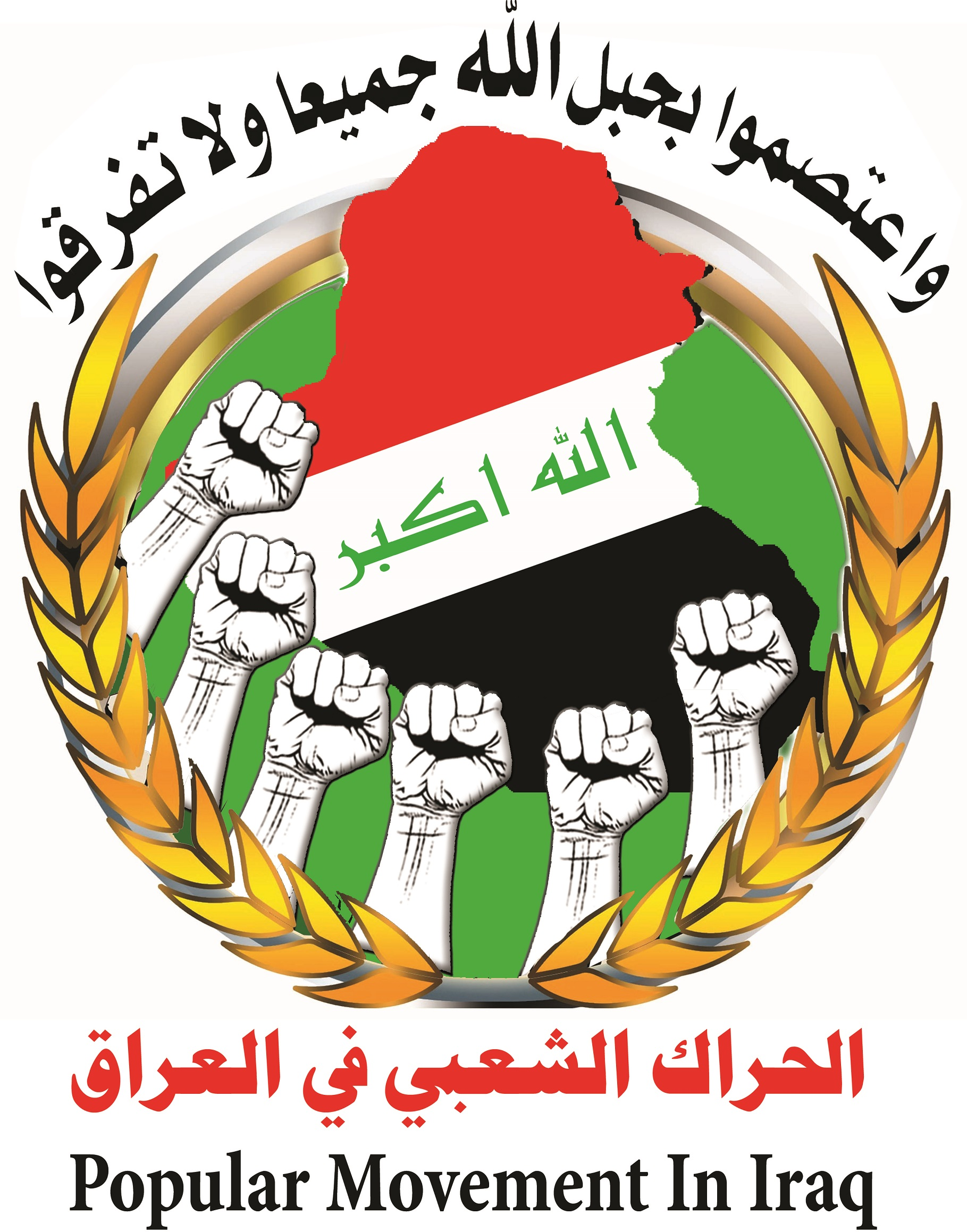
logo of Popular Movement in Iraq

## أبرز قادة الحراك
- الشيخ الدكتور محمد طه حمدون السامرائي: الناطق الرسمي باسم الحراك.
- الشيخ الدكتور منير هاشم العبيدي
- الشيخ الدكتور حسين غازي السامرائي.
- الشيخ الشهيد الدكتور محمد جمعة أحمد السامرائي رحمه الله.
- الشيخ مصطفى البياتي
- الشيخ الدكتور احمد سعيد[ ؟ ]
- الشيخ الشهيد قاسم حبيب المشهداني

## بيان تشكيل الحراك الشعبي في العراق
```
بسم الله الرحمن الرحيم
[
2
]
```

((وَاعْتَصِمُوا بِحَبْلِ اللَّهِ جَمِيعًا وَلا تَفَرَّقُوا وَاذْكُرُوا نِعْمَةَ اللَّهِ عَلَيْكُمْ إِذْ كُنْتُمْ أَعْدَاءً فَأَلَّفَ بَيْنَ قُلُوبِكُمْ فَأَصْبَحْتُمْ بِنِعْمَتِهِ إِخْوَانًا وَكُنْتُمْ عَلَى شَفَا حُفْرَةٍ مِنَ النَّارِ فَأَنْقَذَكُمْ مِنْهَا كَذَلِكَ يُبَيِّنُ اللَّهُ لَكُمْ آيَاتِهِ لَعَلَّكُمْ تَهْتَدُونَ (103) وَلْتَكُنْ مِنْكُمْ أُمَّةٌ يَدْعُونَ إِلَى الْخَيْرِ وَيَأْمُرُونَ بِالْمَعْرُوفِ وَيَنْهَوْنَ عَنِ الْمُنْكَرِ وَأُولَئِكَ هُمُ الْمُفْلِحُونَ))
م/بيان رقم (1) صادر من اللجان الشعبية للحراك الشعبي في المحافظات الست
إن الظلم الذي وقع على العراقيين عامة، وزاد وقعه على محافظاتنا الست خاصة، وبعد سنين عجاف عصفت بهذا البلد وأهلكت الحرث والنسل، وانتهاك حقوقنا، وإقصاء مكوننا، وإلغاء وجودنا، واستهداف رموزنا.
وبعد أن اغتصبت الحقوق والأعراض، وظهر الطغيان والاستبداد وسيِّئ النوايا والأغراض.
وبعد مضي ما يقربُ من مائة يومٍ على اعتصامكم السلمي، عانيتم فيها ظروفًا قاسية من البرد الشديد والمطر والترهيب والضغط الحكومي المستبد الذي فاجأ العالم باستبدادهِ وجهله وغمطهِ لحقوق مكون رئيسي من مكونات هذا البلد الجريح، وتجاهلها لأبسط حقوق الشعوب وإهمالهِ لكل النداءات التي أطلقت من العديد من المؤسسات العالمية الدينية منها والمدنية، ومن ضمنها المرجعيات الشرعية، ورغم ذلك صبرتم وثبتم على موقف الشرف والكرامة في ساحات وميادين الاعتصام وبذلتم الكثير من التضحيات وسهرتم الليالي للحفاظ على سلمية هذه الساحات فجزاكم الله خير الجزاء إذ أحاطكم برعايته وحماكم بقوته وأبطل كافة المؤامرات التي حاول المندسون إحداثها وذلك فضل الله.
خرجت هذه الجموع الثائرة من المحافظات الست (بغداد – الأنبار- صلاح الدين – الموصل – ديالى – كركوك) مطالبة بحقوقها، ساعية لتحصيل كرامتها، وحفظ عزتها، وصيانة مكانتها في طرق سلمية معروفة، وبكل الشرعية موصوفة، وبعد أن شهد الكل بشرعية حقوقها وسمو قضيتها.
تجمعت في ساحات والميادين، والصلوات الموحدة في المحافظات الست الثائرة، فوحدت أمرها، وجمعت صفها، ولمت شملها، وأظهرت خبرها.
وبعد أن أخذت موثق شرف بين علماء الدين وشيوخ العشائر من هذه المحافظات الست أن تكون مواقفها تجاه القضايا المشتركة واحدة، وأننا جميعا في المنشط والكره، ولا يخرج عنها إلا شاذ أو منكر.
إن قضيتنا اليوم قضية الكل لاتمثل تيارا ولاحزبا ولا منهجا ولا شخصا ولا فكرا، وكل دعوى لتقويته وتحجيمه بإحدى هذه الجهات مردودة مرفوضة، وإنما هي قضية مكون لايقوم هذا البلد الا بوجوده قويا عزيزا.
وإن جموعا قهرت المحتل وأذلّته، وأبعدته وأقصته، قادرة اليوم على أخذ حقوقها، وحماية نفسها، وإن بذلت دون ذلك المهج، وسلكت به كل طريق ومنهج.
وفي نهاية مؤتمرنا هذا قررت اللجان الشعبية في المحافظات الستة:
1- بقاءها في حالة انعقاد للمطالبة بحقوق أهل السنة والجماعة.
2- التأكيد على سلمية المظاهرات والاعتصامات مع استمرارنا بالاعتصام السلمي والتأكيد على فتوى مراجعنا بالثبات على الصلوات الموحدة حتى تحقيق حقوقنا المشروعة.
3- رفض مبدأ تجزئة الحقوق المشروعة.
4- لايوجد مخول للجان الشعبية إلا من تخوله الساحات وإن أي محاولة للأحزاب والسياسيين لقطف ثمار هذا الحراك الشعبي مرفوضة جملة وتفصيلا.
5- ما ظهر أمام الإعلام من عودة عدد من الوزراء للحكومة بحجة تحقيق مطالب المعتصمين هو تبرير باطل كونهم لايمثلون المعتصمين بل اختاروا خياراتهم الشخصية والنفعية رغم مطالبتنا لهم بالانسحاب من الحكومة.
6- إن هذه المحافظات الست تتحرك مجتمعة في أي خطوة لمتابعة تحصيل حقوقها، لايجوز انفراد أي محافظة عن هذا الإجماع.
7- الحذر من ترويج بعض القنوات الفضائية التي تدور في فلك الحكومة تحاول تفرقة ساحات الاعتصام، والتأكيد بعد التواصل بين الساحات بصورة دورية لتحديد الموقف اللازم
8- نحذر الحكومة من المماطلة والتسويف في تنفيذ حقوقنا وإلا فإن جميع الخيارات مفتوحة للحفاظ على الهوية والحقوق.
اللجان الشعبية في المحافظات الست
بغدادـ الانبار ـ الموصل - صلاح الدين ـ ديالى ـ كركوك
الأربعاء 27 / 3 / 2013 م
15 / جمادي الأول / 1434 هـ

## إنجازات الحراك
- تمخض الحراك عن نشوء شبكة إلكترونية تعنى بأخبار أهل السنة في العراق سُميت بـ حراك - HERAK .[1]